# Hermann della Faille d'Huysse
Pour les articles homonymes, voir della Faille.
Hermann Hippolyte Marie Joseph Ghislain, baron della Faille d'Huysse, né le 1er novembre 1846 à Gand et décédé le 1er novembre 1922 à Deurle fut un homme politique belge catholique.
Il fut docteur en droit. Il fut élu conseiller communal et bourgmestre de Deurle (1888); conseiller provincial de la province de Flandre-Orientale (1886-1898); sénateur de l'arrondissement Gand (1898-1900), ensuite sénateur provincial de la province de Flandre-Orientale (1902-1922).

## Généalogie
- Il est le fils du baron Gustave (1806-1893) et de la baronne Léonie de Loën d'Enschedé (1817-1884).
- Il épousa en 1903 Gabrielle Stas de Richelle (1863-1926).

## Sources
- Bio sur ODIS

- Ressource relative à plusieurs domaines :   - ODIS